# Skadarlija

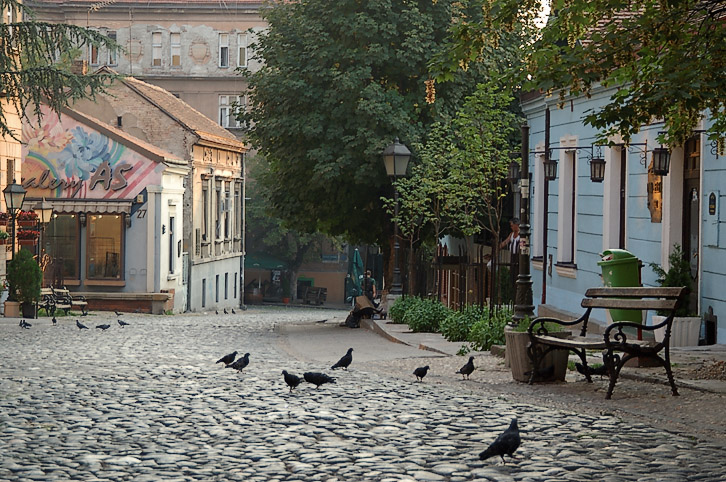
Dnešní podoba Skadarlije

Skadarlija, oficiálně Skadarska (srbsky Скадарска) je legendární ulice v centru Bělehradu. Nachází se na rozhraní Starého města a Dorćolu a je vyzdvihována jako centrum bohémského života v srbské metropoli. Je pojmenována po městu Skadar (albánsky Shkodër) v Albánii.

## Dějiny Skadarlije
Historie Skadarlije začala v roce 1830 vypořádáním romů v opuštěných zákopech v přední části hradeb. Územní plán Bělehradu z roku 1854 dokládá, že tehdejší romské příbytky byly nahrazeny zděnými stavbami, do kterých se přestěhovali řemeslníci, dodavatelé, menší úředníci a další.
Svůj název podle romského názvu nesla lokalita až do roku 1872, kdy byla ulice pojmenována po městě Skadar, které bylo považováno za starobylé srbské město (dnes leží Skadar na území Albánie).
Skadarlija začala získávat svůj bohémský charakter koncem 19. století, v období bouřlivého společenského, kulturního a ekonomického rozvoje Srbska a především jeho hlavního měst, Bělehradu. Po roce 1901, kdy byl zdemolován tehdy známý hostinec Dardanely, se jeho četní hosté, významní spisovatelé a herci přesunuli do hostinců na Skadarliji. Mezi nejznámější z nich se staly podniky, jako např.: Tři šešira či Dva jelena.
Dům Đury Jakšiće, známého spisovatele a malíře, který žil a zemřel na Skadarliji, se změnil na místo básnických setkávání, kteří se účastnili tzv. Skadarlijských večerů. Jeho rekonstrukce začala v roce 1968 v souladu s návrhy předních umělců. Podařilo se jim zachovat jeho stávající hodnoty a zavést moderní zařízení bez zásahu do historických prvků. Koncem 60. let 20. století získala Skadarlija věhlas jako centrum mladých a bohémských umělců Bělehradu. Plány pro další úpravy byly provedeny v roce 1977, ale zůstaly jen na papíře až do roku 2008. V současné době je Skadarlija především magnetem pro turisty, neboť srbská metropole díky válečnému ničení v minulosti a četným přestavbám příliš turistických atrakcí nenabízí.

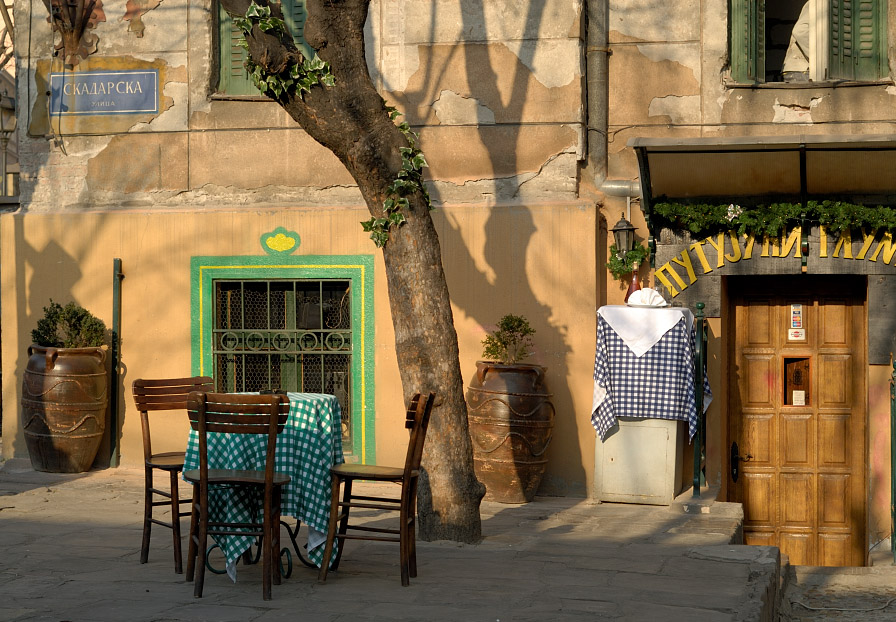
Prostředí Skadarlije

Dobře známí, ale především chudí básníci a spisovatelé se stali pravidelnými návštěvníky Skadarlije na počátku 20. století, a to nejen ze Srbska, ale ze širších jihoslovanských končin. Skadarlija byla pro ně populární řadu let předtím, než se stal skutkem jugoslávský stát.
Nejvýznamnějšími obyvateli a návštěvníky v historii Skadarlije byli významní realističtí i modernističtí tvůrci své doby: Đura Jakšić, Dobrica Milutinović, Tin Ujević, Gustav Krklec, Stevan Sremac, Antun Gustav Matoš, Zuko Dzumhur a Momo Kapor.